# Böck (Familienname)
Böck oder Boeck ist ein deutscher Familienname.

## Herkunft und Bedeutung
Böck ist ein Berufsname und bezieht sich auf den Bäcker, für weiterführende Informationen siehe Becker.

## Namensträger
- Adalbert Boeck (1889–nach 1941), deutscher Lehrer, Nationalsozialist und von 1933 bis 1939 Senator für Kultur der Freien Stadt Danzig
- Amelie Böck, Geburtsname von Amelie Deuflhard (* 1959), deutsche Theaterproduzentin und -intendantin
- Angelika Böck (1967–2023), deutsche bildende Künstlerin und Kunsttheoretikerin
- Anton Böck (1757–nach 1815), deutscher Hornist
- August de Boeck (1865–1937), belgischer Komponist, Organist und Musiklehrer
- August Böck (* 1937), deutscher Biochemiker und Mikrobiologe
- Axel Boeck (1833–1873), norwegischer Fischereibiologe
- Bodo Boeck, deutscher Moderator und Sportreporter
- Carl Wilhelm Boeck (1808–1875), norwegischer Dermatologe
- Carsten Boeck (* 1978), deutscher Autor und Grafikdesigner
- Cæsar Peter Møller Boeck (1845–1917), norwegischer Dermatologe, Beschreiber des Morbus Boeck
- Christoph Böck (* 1966), deutscher Kommunalpolitiker (SPD)
- Emmi Böck (1932–2002), deutsche Autorin und volkskundliche Sagenforscherin
- Erna Boeck (1911–2001), deutsche Sprinterin
- Ernst Boeck (1857–1924), österreichischer Psychiater
- Eugen von Boeck (1823–1886), deutscher Benediktiner, Schuldirektor, Ornithologe und Meteorologe
- Félix de Boeck (1898–1995), belgischer Maler
- Franz-Rasso Böck (* 1957), deutscher Historiker und Archivar
- Franz Xaver Böck (1901–1983), deutscher Politiker, Bürgermeister von Dachau
- Friedrich von der Boeck (1845–1924), preußischer General der Infanterie
- Friedrich Böck (1876–1958), österreichischer Chemiker und Hochschullehrer
- Fritz Böck (1946–2003), österreichischer Ornithologe
- Glen De Boeck (* 1971), belgischer Fußballspieler und -trainer
- Hanns Heinz Böck (1891–1969), deutscher Sänger und Kapellmeister (Gaumusikreferent der DAF)
- Hans Böck (1914–1991), österreichischer Politiker
- Hans Böck (Journalist) (* 1951), österreichischer Journalist
- Helmut Böck (* 1931), deutscher Skisportler
- Hermann von Boeck (1843–1885), deutscher Arzt, Pharmakologe und Hochschullehrer
- Hermann Böck (* 1941/1942), deutscher Ingenieur, Schiffsmodellbauer und Fachautor
- Jeff De Boeck (1918–1998), belgischer Jazz- und Unterhaltungsmusiker
- Johann Friedrich Boeck (1811–1873), deutscher Maler
- Johann Michael Boeck (1743–1793), deutscher Schauspieler
- Josef Böck (Mediziner) (1901–1985), österreichischer Augenarzt und Hochschullehrer
- Josef Böck (Ringer) (1913–1999), deutscher Ringer
- Josef Böck (Musiker) (1940–2019), österreichischer Chorleiter und Kirchenmusiker
- Josef Böck-Gnadenau (1859–1940), österreichischer Archivar und Herausgeber
- Josef C. Böck-Greissau (1893–1953), österreichischer Industrieller und Politiker (ÖVP)
- Karl von der Boeck (auch C. V. Derboeck; 1832–1892), deutscher Schriftsteller
- Karl Böck (Bibliothekar) (1916–2009), deutscher Bibliothekar und Ministerialbeamter
- Karl Heinrich Böck (1873–??), deutscher Musiker, Musikpädagoge und Komponist
- Kurt Boeck (1855–1933), deutscher Theaterschauspieler, Bergsteiger und Reiseschriftsteller
- Louis Odo Boeck (um 1898–nach 1944), Opernsänger (Bassbariton) und Theaterregisseur
- Lucia Böck (* 1998), österreichische Saxophonistin und Holzbläserin
- Ludwig Böck (1902–1960), deutscher Skisportler
- Maria Goretti Böck (* 1940), deutsche Ordensschwester
- Natalie Böck (* 1967), deutsche Balletttänzerin und Musical-Darstellerin
- Peter Böck (Tennisspieler) (* 1937), österreichischer Tennisspieler
- Peter Böck (Jurist) (1950–2023), deutscher Richter am Bundesarbeitsgericht
- Rudolf Boeck (Maler) (1865–1927), österreichischer Maler und Zeichner
- Rudolf Böck (Fußballspieler) (* 1962), deutscher Fußballspieler
- Rudolf Joseph Boeck (1907–1964), österreichischer Architekt
- Rupert Böck (1845–1899), österreichischer Maschinenbauer und Hochschullehrer
- Siegfried Böck (1893–1982), deutscher Maler und Grafiker
- Thomas Böck (* 1965), österreichischer Fußballspieler
- Urs Boeck (1933–2024), deutscher Architekt, Kunsthistoriker und Denkmalpfleger
- Wendelin Böck (1835–1912), deutscher Komponist
- Wilhelm Boeck (1908–1998), deutscher Kunsthistoriker
- Willibald Böck (1946–2016), deutscher Politiker (CDU)
- Wolfgang Boeck (Politiker) (1902–1986), deutscher Politiker (CDU)
- Wolfgang Boeck (Philologe) (1930–1992), deutscher Philologe
- Wolfgang Böck (Schauspieler) (* 1953), österreichischer Schauspieler